# Sofia Paleóloga
Zoé Paleóloga (em grego:  Ζωή Παλαιολογίνα), que mais tarde alterou o seu nome para Sofia Paleóloga (em russo: София Фоминична Палеолог); 1440/49 ou 1455 - 7 de abril de 1503), foi grã-duquesa de Moscovo.  Sobrinha do último imperador bizantino Constantino XI Paleólogo , foi segunda esposa de Ivã III da Rússia e avó de Ivã IV, o Terrível.